# Gianmarco Loncharich
Gianmarco Loncharich (Lima, Perú, 26 de abril de 1983) es un exfutbolista peruano, jugaba como defensa.

## Trayectoria
Formado en las canteras del Sporting Cristal, pasó también por el Sporting Cristal "B" de la Segunda División del Perú, antes de ascender al primer equipo. Su debut profesional ocurrió en el 2003, en el partido entre Cienciano y Cristal empatado a dos goles en Cusco. Participó en la Copa Libertadores 2004 con el club celeste. Jugó también por el Atlético Universidad, César Vallejo y el Steaua de Bucarest. Actualmente se encuentra retirado.

## Clubes
| Club                 | País    | Año       |
| -------------------- | ------- | --------- |
| Sporting Cristal "B" | Perú    | 2002      |
| Sporting Cristal     | Perú    | 2003-2004 |
| Atlético Universidad | Perú    | 2004      |
| César Vallejo        | Perú    | 2005      |
| Steaua de Bucarest   | Rumania | 2006-2008 |
| León de Huanuco      | Perú    | 2013      |

## Palmarés

### Campeonatos nacionales
| Título          | Club             | País | Año  |
| --------------- | ---------------- | ---- | ---- |
| Torneo Apertura | Sporting Cristal | Perú | 2003 |